# Anderssonskans Kalle (film, 1922)
Anderssonskans Kalle är en svensk dramafilm från 1922 i regi av Sigurd Wallén. Filmen är baserad på en bok av Emil Norlander från 1901 om en busig pojke som växer upp på Södermalm i Stockholm.

## Handling
Anderssonskans Kalle är kvarterets skräck för alla dess fruar till följd av sina busstreck. Han kastar lasso om Mjölk-Fia, men eftersom hon är starkare än han, råkar han ut för en rejäl omgång stryk. Han funderar på hämnd mot käringarna. Kalle stjäl Petterssonskans såpburk och såpar in Pilgrenskans trappa, med påföljd att den sedvanligt berusade Pilgren ramlar i trappan och blir liggande. När Pilgrenskan och hennes dotter kommer ut för att se vad som hänt går det lika illa för dem. Kalle utför flera liknande upptåg som går ut över tanterna i kvarteret, men en dag synes en förändring ha inträffat i hans liv. Kalle har blivit kär i den rike direktör Grahams dotter. Han är i färd med att rista in sin kärestas namn Ann-Mari, på porten när Bobergskan tar honom på bar gärning...

## Om filmen
Filmen premiärvisades 4 september 1922. Den kostade 36.000 kronor i framställning och spelade in en halv miljon netto första året den visades. 
Sigurd Wallén gjorde även den första ljudfilmsvarianten av Anderssonskans Kalle, 1934, se Anderssonskans Kalle. Detta var hans regidebut.
Inspelningen skedde vid Centralsaluhallen i Stockholm med exteriörer från Rålambshov, Fjällgatan, Södermalm i Stockholm av Adrian Bjurman. 

## Rollista
- Gösta Alexandersson – Kalle
- Anna Diedrich – Anderssonskan
- Dagmar Ebbesen – Pilgrenskan
- Stina Berg	- Bobergskan
- Eugen Nilsson – Pilgren

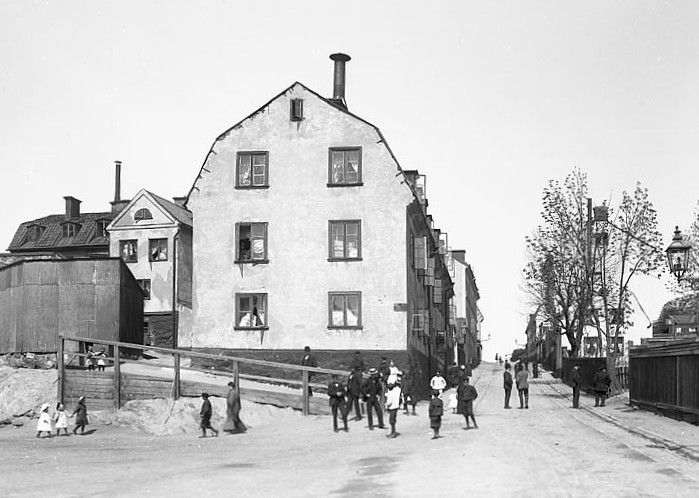
Yttersta Tvärgränd har varit inspelningsplatsen för flera versioner av Anderssonskans Kalle, här ett fotografi från 1908.

- Aino Schärlund-Gille – Ann-Mari Graham
- Edith Wallén – Mjölkfia
- Gertie Löweström – Pilgrenskans dotter
- Bojan Nilsson – Erikssonskan
- Hanna Rudahl – Petterssonskan
- Julia Cæsar – Lövbergskan
- Mathilda Caspér – magasinsfrun
- Albin Lindahl – Graham, direktör
- Maja Cassel – fru Graham
- Carl-Gunnar Wingård – Mogren
- Gösta Lindberg – polis
- Axel Oxehufvud – "Långfredag"
- Helmer Larsson – "Fettisdag"
- Ebba Malmstedt – Janssonskan
- Gerda Ström – Jonssonskan
- Jenny Ahlbin – Jönssonskan
- Siri Haglund – Lindgrenskan
- Anna Karlsson – Lundströmskan